# Никълас Хайъм
Никълас Джон Хайъм (на английски: Nicholas John Higham) е английски математик.
Роден е на 25 декември 1961 година в Солфорд. Негов по-малък брат е математикът Дезмънд Хайъм. През 1982 година получава бакалавърска степен по математика, през 1983 година – магистърска, а през 1985 година – докторска по числен анализ в Манчестърския университет, където след това преподава до края на живота си. Работи главно в областта на точността и устойчивостта на числови алгоритми, като е автор на няколко превеждани книги. Участва в разработката и е автор на популярно ръководство за работа със софтуерната среда за матрични изчисления MATLAB.
Никълас Хайъм умира на 20 януари 2024 година.